# Kazimierz Krzywicki

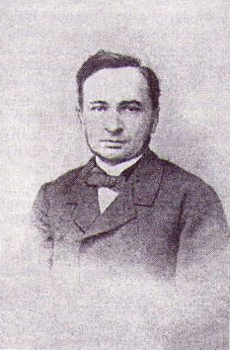
Kazimierz Krzywicki

Kazimierz Krzywicki (ur. 1820 na Wołyniu, zm. 26 listopada 1883 w Heidelbergu) – polski polityk.
W roku 1844 został magistrem filozofii na podstawie badań nad problemami konceptualnymi statystyki, a dwa lata później otrzymał stopień doktora nauk za pracę o finansach publicznych. Wówczas przyszły teść, sędzia Filip Wilde, wyrobił mu posadę w rosyjskim Ministerstwie Spraw Wewnętrznych. W roku 1860 doktor Krzywicki starał się bez powodzenia o katedrę prawa na Uniwersytecie Petersburskim. Był bliskim współpracownikiem margrabiego Aleksandra Wielopolskiego, który jako naczelnik rządu cywilnego Królestwa Kongresowego w latach 1862–63 powierzył mu kierownictwo Komisji Wyznań Religijnych i Oświecenia Publicznego. Na tym stanowisku Krzywicki przyczynił się znacznie do reformy i rozwoju polskiej oświaty pod rządami rosyjskimi, a w szczególności Szkoły Głównej Warszawskiej (skutecznie współpracując z Józefem Mianowskim). Był uważany za niespotykanie sumiennego, ale niezdolnego do kompromisów. Po wybuchu powstania styczniowego był zmuszony wyjechać i osiadł w Dreźnie.
Z krótkimi przerwami należał do grona najbliższych przyjaciół wybitnego lekarza Tytusa Chałubińskiego, z którym wspólnie studiowali na uniwersytecie w Dorpacie w latach 1840–42. Kiedy Chałubiński wyjeżdżał do Würzburga dla kontynuowania studiów (1843–45), powierzył mu opiekę nad swoją narzeczoną Antoniną Wilde. Krzywicki ożenił się z Antoniną. Po pewnym czasie obaj pogodzili się i powrócili do serdecznej przyjaźni. Polityk doprowadził do uwolnienia profesora, gdy ten podczas powstania styczniowego został osadzony na Pawiaku, i sprowadził go do siebie do Drezna. Niebawem Tytus i Antonina na powrót zapałali do siebie uczuciem; w roku 1869 dawna panna Wilde rozwiodła się z Krzywickim i wyszła za mąż za Chałubińskiego. Również i tym razem niezgoda nie trwała długo: w roku 1873 profesor wystawił żelazny krzyż na Gubałówce jako pamiątkę drugiego pojednania z przyjacielem (powszechnie a mylnie uważa się, że jest to wotum za opanowanie oworocznej epidemii cholery).
Kazimierz Krzywicki współcześnie jest postacią niemal zapomnianą. Jego wydana anonimowo broszura Polska i Rossya w 1872 r. przeważnie bywa odsądzana od czci i wiary jako wyraz patologicznego słowianofilstwa, kapitulanctwa i zdrady narodu. Zawartym w niej koncepcjom ostro sprzeciwili się pozytywiści, ze szczególnie uważną krytyką wystąpił Włodzimierz Spasowicz. Twierdził on, że poprawa losu Polaków na terenie zaboru rosyjskiego może nastąpić po wprowadzeniu liberalnych reform konstytucyjnych, podczas gdy omawiana broszura popierała kierunek rusyfikatorski i ekstremistyczny. Jego zdaniem Krzywicki wypowiadał się „jako konserwatysta, przez co jeżeli może zjednać dla siebie łaskę zachowawczego stronnictwa w Rosji, to jednocześnie naraża się wszystkim innym stronnictwom, szczególnie zaś tym, które dążą do przeobrażenia Rosji na europejskie i nowożytne państwo”.
Miał trzy córki – Elżbietę, Emilię i Marię – oraz syna, także Kazimierza, chirurga (1860–1901).